# 歐亞大陸

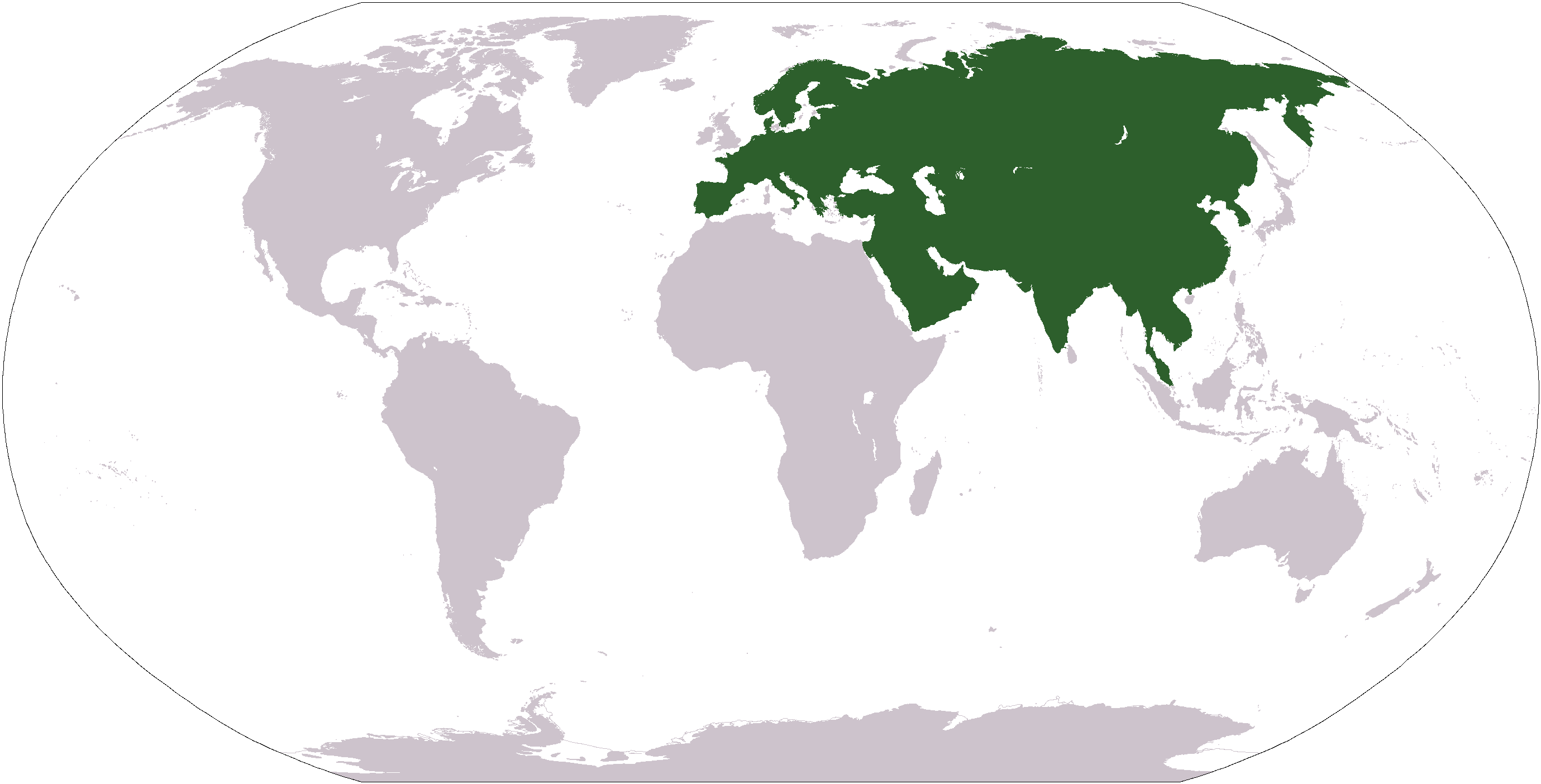
歐亞大陸

歐亞大陸或亞歐大陸，西方国家称为欧罗细亚（英語：Eurasia），是亚细亚洲和欧罗巴洲的合稱，也可以视为亚欧非大陆的一个部分。面积5475.9万平方公里。
亚、欧二洲单从地理学和地质学方面考虑并非两个独立的大陆，应属同一个地球表面面积最大的大陆。亚洲与欧洲的分别主要出于社会学和人类学的需求，也有欧洲中心主义的传统在其中。
从板块构造学说来看，亞歐大陸由亞歐板塊、印度板塊、阿拉伯板塊和東西伯利亞所在的北美板塊所組成。注意，在此说的亞歐大陆并不完全是亚洲与欧洲的并称，而是大陆的连着的陆地部分，所以亞歐大陆并不包含两大洲的“岛屿”。
另外，歐亞焦點大陸亦有其他意思。它亦可以是前蘇聯解體後各個加盟共和國所在的地域的雅稱。而傳統上，亞歐大陸這一塊大陸地有不同的種族居住，組成了西亞、南亞、東南亞、東亞及歐洲等多個不同的经济、政治文化圈。亞歐大陸（以及北非）在歷史上也是人類文明的核心地域（不包括西伯利亞等邊陲）所在。
英文词语「Eurasia」是乔治·奥威尔的小说《一九八四》中的三个超级国家之一，该词汇也因此开始获得地缘政治上的关注。

## 譯名爭議
「Eurasia」一詞源自西方語言，為「Europe」（歐洲）與「Asia」（亞洲）的合成詞，中文常見譯法包括「歐亞大陸」與「亞歐大陸」。理論上，依詞源直譯應作「歐亞大陸」，惟在中文語境中，亦有因應文化立場而出現的不同翻譯選擇。部分語境中受中國中心主義影響，傾向使用「亞歐大陸」以突出亞洲的主體性；相對地，「歐亞大陸」則常被視為延續歐洲中心主義視角的表述。兩者雖皆被廣泛使用，但其選擇往往隱含語言、文化與地緣政治觀點的差異。